# Variazioni enigmatiche
Variazioni enigmatiche (in francese Variations énigmatiques) è il titolo di un'opera teatrale di Éric-Emmanuel Schmitt, scritta nel 1995 e messa in scena per la prima volta a Parigi l'anno successivo. È forse la più complessa dell'autore, che ha sviscerato qui gran parte dei temi a lui più cari. Il titolo prende spunto da un'opera sinfonica del compositore inglese Edward Elgar.

## Personaggi
- Abel Znorko, Premio Nobel (inventato) per la Letteratura
- Erik Larsen, giornalista
- (Helene), donna amata da entrambi (mai in scena)

## Ambientazione
Casa di Abel Znorko, isolata dal resto del mondo, vicino al Polo Nord

## Trama
Le "Variazioni enigmatiche", variazioni su una melodia nota che non si riesce ad individuare. Come una bella donna, che, amata, non viene mai conosciuta fino in fondo. Erik Larsen, reporter, chiede un'intervista ad Abel Znorko, Premio Nobel per la letteratura. Uomo molto bizzarro, che vive su una piccola isola del Mare di Norvegia, Abel passa il tempo componendo lettere per una donna, forse un'immagine della sua mente, che egli ama ormai da 15 anni. Il colloquio tra i due uomini è vibrante fin dall'inizio, in un'alternanza di ferocia e compassione, ironia e pietà. Fino all'ultimo, drammatico segreto. Il racconto di Schmitt è molto ben costruito. Inizia come una commedia, poi, nella seconda parte, si scopre dramma.

## I temi dell'opera

### La musica
Come suggerisce il titolo stesso, l'opera subisce l'influsso delle Variazioni sinfoniche op. 36 (14 Variations on an Original Theme: «Enigma») del compositore britannico Edward Elgar e, in particolare, dalla nona variazione ("Nimrod") che ricorre come arcano leitmotiv nel corso della rappresentazione. Quest'ultima, infatti, è la chiave della pièce che, tuttavia, non ammette una soluzione certa, definitiva, razionale.
«Noi ci diciamo parole d'amore, ma chi siamo noi?» scrive Helene, l'amata (grande assente) di cui restano solo le lettere «A chi dici: io t'amo? A chi lo dico io? Non sappiamo chi amiamo. Non lo sapremo mai. Ti dono questa musica perché tu ci rifletta».

### L'amore
L'amore, diretta conseguenza della musica, è il motore del testo.
(parte da sviluppare)
La forza con cui si manifesta l'amore - permea la scena - si fa sentire lungo tutto lo scorrere della storia. Sottopelle, secondaria, bruciare silenzioso e nascosto della passione impietrita - soffocata - ma viva, si lascia trafugare dalle linee dell'animo di Abel Znorko. Confonde, strazia, rivela a chi l'amore conosce e brama.

### La solitudine
Anche la solitudine, il successo, l'essere degli abili "falsari" sono ingredienti importanti.
(parte da sviluppare)

### Il tempo
L'ambientazione al Polo Nord permette anche una riflessione sul tempo e la sua relatività. Qui, infatti, il giorno e la notte durano sei mesi ciascuno.
Ma il tempo è anche quello mitico, che, col progresso dell'uomo, passa dalla fiaba alla realtà. In questo modo, dona la malizia e l'infelicità, la consapevolezza che nulla è per sempre.